# Bulbul gorjagroc septentrional
El bulbul gorjagroc o bulbul gorjagroc septentrional (Atimastillas flavicollis) és una espècie d'ocell de la família dels picnonòtids (Pycnonotidae) i única espècie del gènere Atimastillas. Habita boscos i matolls des del Senegal, Gàmbia, Guinea i Sierra Leone cap a l'est fins a Camerun, República Centreafricana, est de Sudan del Sud i oest d'Etiòpia, i cap al sud fins al nord d'Angola i Zàmbia. El seu estat de conservació es considera de risc mínim.

## Taxonomia
Segons la llista mundial d'ocells del Congrés Ornitològic Internacional (versió 13.2, juliol 2023) aquesta tàxon estaria constituit per tres subespècies i seria l'única espècie del gènere Atimastillas. Tanmateix, altres obres taxonòmiques, com el Handook of the Birds of the World i la quarta versió de la BirdLife International Checklist of the birds of the world (Desembre 2019), consideren que la subespècie A. f. flavigula es tracta d'una espècie apart. Segons aquest criteri, la classificació seria:
- Atimastillas flavicollis (stricto sensu)- bulbul gorjagroc septentrional[1]
- Atimastillas flavigula - bulbul gorjagroc meridional